# دون إيبرسن
دون إيبرسن (بالإنجليزية: Don Epperson)‏ هو مغني وممثل أمريكي، ولد في 1938 في لويفيل في الولايات المتحدة، وتوفي في 1973 في كوتنوود في الولايات المتحدة بسبب حادث مرور.

## وصلات خارجية
- دون إيبرسن على موقع IMDb (الإنجليزية)
- دون إيبرسن على موقع قاعدة بيانات الفيلم (الإنجليزية)